# 奧皮科
圣胡安奧皮科，簡稱為奧皮科，是薩爾瓦多的城鎮，位於該國中西部，由拉利伯塔德省負責管轄，面積218.94平方公里，海拔高度492米，2007年人口74,280，人口密度每平方公里339.27人。
13°53′N 89°21′W / 13.883°N 89.350°W